# Cantino-planisfeer

Replica van de sierlijke windroos uit de Cantino-planisfeer, met een fleur de lis als noordmarkering en een kruis pattée als oostmarkering

De Cantino-planisfeer (of Cantino-wereldkaart) is de oudste bewaard gebleven kaart waarop landen ontdekt door Portugese ontdekkingsreizigers staan afgebeeld.  Kenmerkend aan de kaart is dat er een deel van de Braziliaanse kust op afgebeeld staat, die in 1500 werd ontdekt door Pedro Álvares Cabral. Ook valt op dat de Afrikaanse kusten aan zowel de kant van de Atlantische Oceaan als Indische Oceaan vrij accuraat en gedetailleerd staan weergegeven.
De kaart is vernoemd naar Alberto Cantino, een afgezant van de hertog van Ferrara, die de kaart in 1502 van Portugal naar Italië smokkelde.Dit blijkt uit brieven die Cantino op 17 en 18 oktober 1501 naar de hertog stuurde. Cantino was een van de vele spionnen die door andere landen naar Portugal werden gestuurd om inzicht te krijgen in de nieuwe ontdekkingen en reizen die de Portugezen hadden gemaakt.  De kaart is vermoedelijk een kopie van een andere kaart die in de Casa da Índia in Lissabon was opgeslagen. Cantino had mogelijk een Portugese cartograaf omgekocht om de kopie voor hem te maken. Hoewel de kaart de Italianen inzicht gaf in nieuwe landen die voor hen tot dusver onbekend waren, was de kaart na een paar maanden alweer achterhaald als gevolg van nieuwe ontdekkingen. De kaart lag 90 jaar in de bibliotheek van Ferrara opgeslagen, tot paus Clemens VIII opdracht gaf om de kaart naar een paleis in Modena te brengen. De kaart ligt nu in de Biblioteca Estense di Modena.
De kaart bestaat uit drie aan elkaar geplakte stukken perkament. Er staan maar weinig afbeeldingen op, maar de steden Jeruzalem en Venetië worden wel prominent aangegeven op de kaart. De kaart maakt gebruik van twee focuspunten, terwijl de meeste zeekaarten uit die tijd maar 1 punt hadden.

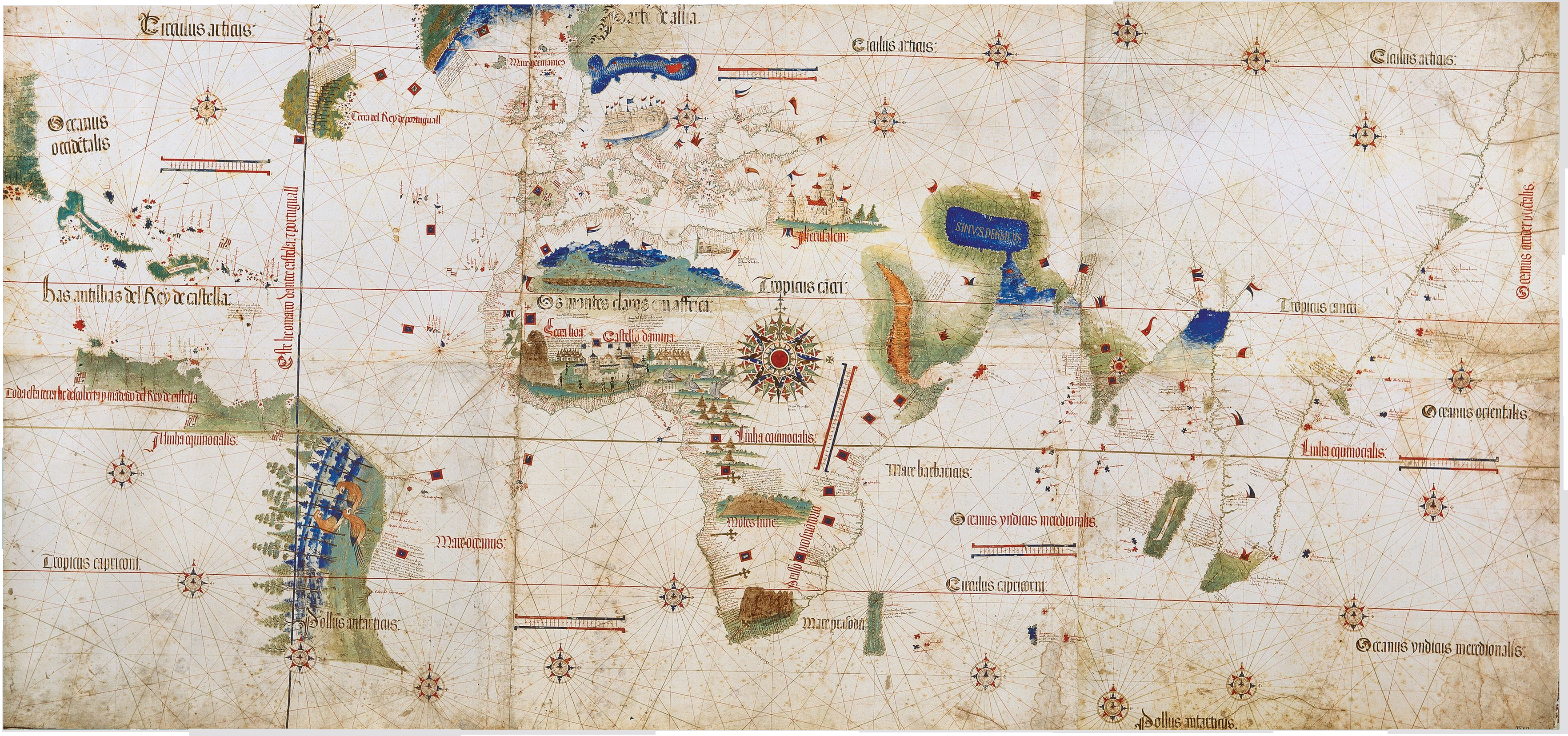
De Cantino-planisfeer

## Nieuw inzicht
Uit onderzoek aan de Universiteit Utrecht is twijfel ontstaan over de heersende opvatting dat de kaart gemaakt werd door Portugese ontdekkingsreizigers in de vijftiende eeuw. Hun kennis en methodes waren ontoereikend. Roel Nicolai toonde met wiskundige analyse aan dat de vorm van Afrika op de oude wereldkaart onverenigbaar is met de principes van Portugese navigatie en cartografie. Hun methoden leverden voorspelbare vervormingen op die niet in de kaart terug te vinden zijn. De Cantino-planisfeer bestaat waarschijnlijk uit regionale deelkaarten die door de Portugezen tot een mozaïek zijn samengevoegd. De bron van die deelkaarten is onbekend.